# Siphonoglossa dipteracantha
Siphonoglossa dipteracantha là một loài thực vật có hoa trong họ Ô rô. Loài này được (Nees) A. Heller miêu tả khoa học đầu tiên năm 1895.